# Хори, Такафуми
Такафуми Хори (род. 10 сентября 1967 года в Ацуги) — бывший японский футболист и тренер. Его старший брат Наото — также футболист.

## Игровая карьера
Хори родился 10 сентября 1967 года в Ацуги. На третьем курсе старшей школы Камакура участвовал в чемпионате старших классов и уже там демонстрировал перспективы. После окончания Университета Мэйдзи в 1990 году он присоединился к «Тошиба». Он стал основным на позиции атакующего полузащитника с первого сезона. В 1991 году он был вызван в сборную Японии и 4 апреля был в заявке на товарищеском матче против московского «Спартака», но так и не вышел на поле. В 1992 году он перешёл в «Урава Ред Даймондс». Хотя он провел много матчей на позиции атакующего полузащитника, в 1995 году новый тренер Хольгер Осиек переквалифицировал его в опорного полузащитника. В 1998 году он перешёл в «Сёнан Бельмаре». Он был игроком основы и оставался в клубе несмотря на финансовые проблемы. Он ушёл в отставку в конце сезона 2001 года.

## Тренерская карьера
После ухода из футбола Хори начал тренерскую карьеру в «Сёнан Бельмаре» в 2002 году. В 2005 году он перешёл в «Урава Ред Даймондс». В основном он тренировал молодёжную команду. В 2011 году команда выступила плохо, тренер Желько Петрович был уволен, а в октябре Хори был назначен новым тренером. Он провёл пять матчей и помог клубу остаться в высшей лиге. В 2012 году он вошёл в тренерский штаб нового наставника Михаило Петровича. В июле 2017 года Петрович был уволен, и Хори снова стал главным тренером. Клуб повторил успех десятилетней давности, выиграв Лигу чемпионов АФК. Хори также был признан лучшим тренером 2017 года в АФК. Однако в сезоне 2018 года клуб выступил плохо, 2 апреля он был уволен. С 2019 года он возглавлял футбольную команду Университета Шоби.
В феврале 2020 года он был назначен начальником скаутов «Токио Верди». 1 сентября 2021 года после отставки Хидеки Нагаи он был назначен временным тренером. 13 июня 2022 года его контракт был расторгнут по обоюдному согласию. 2 декабря 2022 года было объявлено, что он станет тренером «Вегалта Сэндай». 13 июля 2023 года, после ухода из команды тренера Акиры Ито, Хори был назначен его преемником. 13 ноября было объявлено, что он уходит из клуба из-за плохих результатов. 4 января 2024 года было объявлено, что он войдёт в тренерский штаб «Иокогамы». В декабре Хори сказал, что покинет клуб в конце года.